# Peter Philipp Wolf
Pour les articles homonymes, voir Wolf.
Peter Philipp Wolf (1761-1808) est un historien.
Né à Pfaffenhofen, il fut libraire à Leipzig et membre de l'Académie de Munich, ville dans laquelle il mourut.
On a de lui :
- Histoire des Jésuites, Zurich, 1789-92 ;
- Histoire du pontificat de Pie XI, 1793-98 ;
- Histoire de l'Église en France, 1802.

## Source
Marie-Nicolas Bouillet  et Alexis Chassang (dir.), « Pierre Philippe Wolf » dans Dictionnaire universel d’histoire et de géographie, 1878 (lire sur Wikisource)